# كولن فراي
كولن فراي (بالإنجليزية: Colin Fry)‏ هو نفسي ومقدم تلفزيوني بريطاني، ولد في 19 مايو 1962 في ساسكس في المملكة المتحدة، وتوفي في 25 أغسطس 2015 بسبب سرطان الرئة.

## وصلات خارجية
- كولن فراي على موقع IMDb (الإنجليزية)